# 6359 Dubinin
6359 Dubinin este un asteroid din centura principală de asteroizi.

## Descriere
6359 Dubinin este un asteroid din centura principală de asteroizi. A fost descoperit pe 13 ianuarie 1977 la Observatorul de Astrofizică din Crimeea de Nikolai Cernîh. El prezintă o orbită caracterizată de o semiaxă mare de 3,21 ua, o excentricitate de 0,10 și o înclinație de 10,7° în raport cu ecliptica.